# Nije ljubav stvar
Nije ljubav stvar är en musiksingel från den serbiska sångaren Željko Joksimović. Låten representerade Serbien i Eurovision Song Contest 2012 i Baku, Azerbajdzjan. Låten valdes internt och presenterades den 10 mars 2012. Den framförs på serbiska i Eurovision. Joksimović har själv komponerat låten men texten är skriven av Marina Tucaković och Miloš Roganović.
Bidraget framfördes i den andra semifinalen den 24 maj och gick därifrån vidare till finalen som hölls den 26 maj. Det slutade på en tredjeplats efter Sveriges bidrag "Euphoria" som kom etta och Rysslands bidrag "Party for Everybody" som kom tvåa. Det fick 214 poäng totalt.
Detta var andra gången Joksimović deltog som artist i Eurovision Song Contest efter att även ha representerat Serbien och Montenegro i Eurovision Song Contest 2004. Han var även med och skrev låtarna till Bosnien och Hercegovina år 2006, samt Serbien år 2008. År 2008 var han även värd för tävlingen då den hölls i Belgrad.

## Versioner
1. "Nije ljubav stvar" – 3:02[4]
2. "Nije ljubav stvar" (karaokeversion) – 3:01[5]